# David Argue
Pour les articles homonymes, voir Argue.
David Argue est un acteur et scénariste australien né le 26 décembre 1959 à Melbourne (Victoria) et mort le 30 juillet 2025 dans la même ville. Il est connu pour avoir joué dans des films comme BMX Bandits (1983) et le classique Gallipoli (1981).

## Biographie

### Jeunesse et formation
David Argue naît à Melbourne le 26 décembre 1959 dans l’État du Victoria en Australie. Sa carrière d'acteur commence à la fin des années 1970 avec des rôles à la télévision, dont un rôle important dans le feuilleton The Restless Years. Il suit une formation au National Institute of Dramatic Art (NIDA).

### Carrière

#### Cinéma
David Argue a marqué le cinéma australien par ses personnages au caractère fort dans des films cultes ou classiques tels que le Gallipoli de Peter Weil en 1981, où il a joué Snowy aux côtés de Mel Gibson ; BMX Bandits de Brian Trenchard-Smith en 1983, où il incarne le criminel Whitey, aux côtés de Nicole Kidman ; le film d’horreur Razorback réalisé par Russell Mulcahy en 1984 où il interprète Dicko Baker ; et parmi d'autres films australiens tels que The Coca-Cola Kid (1985) et Hercules Returns (1993).

#### Séries télévisées
David Argue apparaît dans plusieurs séries australiennes, notamment Cop Shop, The Sullivans, Special Squad, Cluedo et Water Rats.

### Mort
David Argue révèle publiquement des problèmes de santé, dont un cancer, qui ont fini par atteindre sa mobilité. Il a cherché du soutien dans le cadre d'une campagne solidaire, pour pouvoir bénéficier d’un scooter de mobilité. 
David Argue meurt le 30 juillet 2025 à l'âge de 65 ans, à Melbourne (Victoria).

## Filmographie
Sauf indication contraire, les informations mentionnées dans cette section peuvent être confirmées par la base de données cinématographiques IMDb,  présente dans la section « Liens externes ».

### Acteur

#### Cinéma
- 1981 : Gallipoli de Peter Weir : Snowy
- 1982 : Snow: The Movie (en) de Robert Gibson : Darren
- 1982 : Going Down (en) de Haydn Keenan : Greg / Trixie
- 1983 : The Return of Captain Invincible de Philippe Mora : vendeur italien
- 1983 : Midnite Spares (en) de Quentin Masters : Rabbit
- 1983 : Le Gang des BMX (BMX Bandits) de Brian Trenchard-Smith : Whitey
- 1984 : Stanley: Every Home Should Have One de Esben Storm : Morris Norris
- 1984 : Razorback  de Russell Mulcahy : Dicko Baker
- 1984 : Le sex-symbol (en) de John Eastway : Cameraman
- 1985 : Coca Cola Kid (The Coca-Cola Kid) de Dušan Makavejev : le vendeur de journaux
- 1985 : Niel Lynne (en) de David Baker : Reg
- 1986 : Backlash (en) de Bill Bennett : Trevor Darling
- 1986 : Coming of Age (en) de Brian Jones : Stoned Cabbie / Trevor
- 1987 : Pandemonium (en) de Haydn Keenan : Kales Leadingham / Ding le Dingo
- 1987 : Sharky's Party (court métrage) de Greg Woodland : Sharky
- 1990 : Frères de sang (en) (Blood Oath) de Stephen Wallace : Eddy Fenton
- 1990 : The Shrimp on the Barbie (en) de Michael Gottlieb : Kevin
- 1991 : Breathing Under Water (en) de Susan Murphy Dermody : le conducteur de bus
- 1992 : Hurricane Smith (en) de Colin Budds : Damien Shanks
- 1993 : Hercules Returns (en) de David Parker : Brad McBain
- 1993 : Crimetime (en) de Marc Gracie : ?
- 1994 : Absolom 2022 de Martin Campbell : Un codétenu
- 1995 : Napoléon en Australie de Mario Andreacchio : Galah (voix)
- 1995 : Angel Baby (en) de Michael Rymer : Dave
- 1996 : Lilian's Story (en) de Jerzy Domaradzki : Spruiker
- 2010 : Road Train de Dean Francis : Psycho
- 2014 : The Mule de Tony Mahony et Angus Sampson : Keith Rutherford (voix)
- 2021 : Astro Loco de Aaron McJames : Lucien

#### Télévision

##### Séries télévisées
- 1977-1979 : The Restless Years (en) : Sammy Martin (100 épisodes)
- 1978-1980 : Cop Shop (en) : Shane / Russell Nelson / Greg Mann (4 épisodes)
- 1979 : The Sullivans (en) : Freddie (saison 1, épisode 1.443)
- 1984 : Special Squad (en) : Bazza (saison 1, épisode 27)
- 1986 : Winners (en) : l'agitateur communiste / Bert (saison 1, épisode 2 et 4)
- 1992 : Cluedo (en) : Bruno Fame (saison 2, épisode 1)
- 1993 : Stark (en) : Gordon Gordon (mini-série)
- 1993-1994 : À mi-galaxie, tournez à gauche : Yorp (9 épisodes)
- 1994 : Newlyweds (en) : Uri (saison 3, épisode 4 et 10)
- 1995 : Correlli (en) : Stephen Haines (saison 1, épisode 8)
- 1996 : La Bête (The Beast) : Bates (mini-série)
- 1997 : Brigade des mers (Water Rats) : Toser (saison 2, épisode 12)

##### Téléfilms
- 1981 : Instant TV de Chris Bearde : ?
- 1988 : Raw Silk (en) de Greg Dee : William Perry
- 1991 : L'île aux pirates (en) (Pirates Island) de Viktors Ritelis : Snerdle
- 2000 : USS Charleston, dernière chance pour l'humanité (On the Beach) de Russell Mulcahy : Jimmy Nofly

### Scénariste

#### Cinéma
- 1982 : Snow: The Movie (en) de Robert Gibson
- 1986 : Backlash (en) de Bill Bennett
- 2010 : The Argues: The Movie (en) de Mark Hembrow